# Falsetto
Nell'arte del canto il falsetto è l'emissione di suoni acuti con volume e intensità più leggera rispetto alla voce piena. Secondo alcune osservazioni effettuate con lo stroboscopio, cantando in falsetto le cartilagini aritenoidi assumono un atteggiamento di decisa adduzione, e la parte interna del muscolo tiroideo-aritenoide rimane immobile. Sussiste però un notevole disaccordo su questo argomento, nonché sulla definizione di quali organi siano da considerare 'risuonatori' della voce. Le locuzioni "voce di testa" e "voce di petto" definiscono la sensazione che il cantante avverte rispettivamente in testa e nel petto.
Grazie alla minore tensione muscolare, con il falsetto è possibile raggiungere facilmente note più acute rispetto alla voce di petto. Il falsetto si può produrre anche con la semplice voce parlata, ed è la voce caratteristica con cui un attore maschio imita burlescamente la voce femminile o infantile. Le donne e i bambini possono a loro volta usare il registro di falsetto, che però non è di solito impiegato nell'emissione normale della voce. Proprio per le sue caratteristiche si denominò 'falsetto' questo registro, a indicare che si tratta di una voce 'falsa', non naturale, tanto che nel Seicento i cantori castrati, per distinguerli dai falsetti coevi, erano chiamati anche 'soprani naturali'.
L'emissione di falsetto può essere involontaria, quando la laringe si sforza di produrre suoni più acuti di quanto può fare normalmente, producendo un caratteristico e repentino 'slittamento' di registro, oppure intenzionale, come nel caso di determinati repertori (jodel, ecc.). Con lo studio i professionisti imparano a controllare la zona di passaggio dagli acuti in voce piena a quelli in falsetto; normalmente infatti non è innata la capacità di passare da un registro all'altro senza che sia evidente.
Nella musica lirica e classica il falsetto è impiegato prevalentemente dalle voci più acute, sia maschili che femminili, in relazione all'altezza della parte eseguita. In ambito musicale gli esempi di cantanti che usano il falsetto sono numerosi; in Italia fu molto noto Flavio Paulin dei Cugini di Campagna; con la canzone Anima mia, portò al successo il complesso. Un esempio di falsetto parlato, in ambito televisivo all'interno del Carosello, è quello di Ignazio Colnaghi, che doppiava il pulcino Calimero.

## Falsettisti e castrati
A volte si confondono termini come falsettista e castrato. La trattatistica storica denominava i cantori castrati soprani naturali come, per esempio, scrisse nel 1640 Pietro Della Valle a Lelio Guidiccioni: «ma lasciando delle altre voci, per dire un poco de' soprani, che sono il maggiore ornamento della musica, V. S. vuol paragonare i falsetti di quei tempi co' i soprani naturali de' castrati che ora abbiamo in tanta abbondanza».
I falsettisti erano cantori uomini specializzati, appunto, nell'uso del falsetto e capaci di sostenere, nella polifonia sacra, tessiture vocali acute. Questi conservavano, e conservano, la capacità di cantare le note gravi dell'uomo. Dalla fine dello stesso secolo i falsettisti furono in parte sostituiti dai castrati, molto utilizzati soprattutto in teatro per tutto il periodo che va dal barocco al classicismo. Nel Novecento, venuti meno i castrati per motivi morali, in chiesa rimasero i falsettisti e i bambini per sostenere le parti acute.
I castrati famosi come Farinelli, Pacchiarotti e Grimaldi avevano verosimilmente timbri vocali ricchi e pieni, sebbene talora anche i falsettisti fossero talmente dotati da essere ritenuti castrati; è famoso il caso del celebre falsettista della Cappella pontificia sistina, Domenico Mancini, che fu inizialmente ritenuto castrato, pur non essendolo.
Gli unici documenti fonografici (1902-1904) dell'ultimo castrato Alessandro Moreschi sono registrazioni in cui, con tutti i limiti della qualità audio di allora, si percepisce un timbro ricco e corposo (da non confondere con alcuni passaggi e 'acciaccature' enfatiche, che rispecchiavano il gusto del momento). A differenza dei cantori castrati del passato, i falsetti – sia antichi che moderni – cantano le note gravi con voce piena.

## Nella musica popolare
Smokey Robinson usava il falsetto. Anche il cantante folk americano John Jacob Niles era solito ricorrere più al falsetto che alla voce di petto. Il gruppo di disco music Bee Gees ebbe un grande successo commerciale negli anni 1970 usando il falsetto di Barry e Robin Gibb.
Il falsetto è usato da molte generazioni nella musica messicana. Uno dei più famosi cantanti in falsete era Miguel Aceves Mejía, anche attore nell'epoca d'oro del cinema messicano, conosciuto come "Rey de Falsete" (il re del falsetto). Cantò più di mille canzoni, tra cui "La Malagueña, El Jinete, La Noche y Tú" e "La Del Rebozo Blanco", molte delle quali facevano uso del falsetto.
Il falsetto è anche comune nello stile sudafricano Mbube, tradizionalmente eseguito da un coro maschile a cappella.
La pubblicazione negli Stati Uniti dell'album Origin of Symmetry dei Muse fu ritardata di quattro anni perché la casa discografica Maverick Records chiedeva che i Muse incidessero nuove versioni delle canzoni, usando meno falsetto. I Muse si rifiutarono e questo portò alla scissione del contratto con la Maverick Records.